# Chorwacki Radiowy Festiwal
Chorwacki Radiowy Festiwal (chorw. Hrvatski Radijski Festival, w skrócie HRF) – festiwal muzyczny organizowany co roku w Chorwacji przez Narodni radio (Radio Croatia).
Festiwal po raz pierwszy odbył się w 1997 roku w miejscowości Vodice. Organizowano go tam do 2002 roku, kiedy to odbył się w mieście Szybenik. Po dwóch latach, konkurs zorganizowały Rijeka i Požega współfinansując festiwal do 2004 roku. W 2005 i 2006 roku konkurs zorganizowano w mieście Trogir, a w 2007 roku odbył się w miejscowości Hvar. W 2008 roku festiwal odbył się w mieście Opatija, w którym będzie organizowany przez kolejnych 5 lat.
Obecnie Festiwal wręcza nagrody w kilku kategoriach, jako najwyższa Grand Prix. Niektóre z nich to: Pierwsza Nagroda Radiosłuchaczy, Pierwsza Nagroda Wytwórni Muzycznej, Nagroda Czytelników „24 Godzin” („24 Godziny” to gazeta codzienna), Nagroda Publiczności (głosowanie audiotele), Nagroda Internautów (głosowanie internetowe).
Od 2009 roku przyznawana jest dodatkowa nagroda: Nagroda im. Toše Proeskiego za najlepszą interpretację wokalną. Otrzymała ją Nina Badrić.

## Zwycięzcy festiwalu
- 1997 - Nina Badrić "Budi tu"
- 1998 - Sandi Cenov "Sunce moje to si ti"
- 1999 - Alen Nižetić "Noćas se rastaju prijatelji"
- 2000 - Ivana Banfić z Dino Merlinem "Godinama"
- 2001 - Colonia "Za tvoje snene oči"
- 2002 - Colonia "Oduzimaš mi dah"
- 2003 - Colonia "C'est la vie"
- 2004 - Ivana Banfić "Otisak prsta"
- 2005 - Miroslav Škoro "Svetinja"
- 2006 - Tony Cetinski "Sve je s tobom napokon na mjestu" (w kategorii pop-rock) i Marko Perković "Tamo gdje su moji korijeni" (w kategorii "zabavna")
- 2007 - Toše Proeski "Veži me za sebe" (w kategorii pop-rock) i Dražen Zečić "Stani srce" (w kategorii "zabavna")
- 2008 - Nina Badrić z Ljiljaną Petrović Buttler "Kralj života mog" (w kategorii pop-rock) i Baruni "Svanut će jutro puno ljubavi" (w kategorii "zabavna")
- 2009 - Nina Badrić z zespołem Hari Mata Hari w piosence "Ne mogu ti reći šta je tuga" (w kategorii pop-rock) i Miroslav Škoro "Domovina" (w kategorii "zabavna")